# Theodore Reff
Theodore Franklin Reff (geboren 1930 in New York City) ist ein amerikanischer Kunsthistoriker. Er gilt als Experte zur französischen Kunst des ausgehenden 19. Jahrhunderts.

## Leben
Theodore Reff kam 1930 als Sohn von Irving Reff und seiner Frau Alice, geborene Pinkowitz, in New York zur Welt. An der Columbia University studierte er bis 1952 Kunstgeschichte und wechselte anschließend an die Harvard University, wo er 1953 sein Studium mit dem Master of Arts abschloss. Mit einem Stipendium der Universität bereiste er zu Studienzwecken 1955–1956 Europa. Seine Dozententätigkeit begann er 1957 an der Columbia University. Dort promovierte er 1958 bei Frederick Deknatel mit einer Arbeit über die Zeichnungen von Paul Cézanne. 1961 heiratete er Arlene Gottesman. In Princeton forschte er 1963 am Institute for Advanced Study und organisierte an der Columbia University seine erste Ausstellung zu Aquarellbildern von Cézanne. Seine Berufung zum Professor erhielt er 1967 und wurde 1970 Gastprofessor an der Johns Hopkins University in Baltimore.
Die erste große von Reff kuratierte Ausstellung fand 1976 im Metropolitan Museum of Art unter dem Titel Degas: the Artist’s Mind zu Edgar Degas statt. 1977 wirkte er im Museum of Modern Art an der Ausstellung Cézanne: Late Work mit. Es folgte 1982 die von Reff an der National Gallery of Art in Washington D.C. kuratierte Ausstellung Manet and Modern Paris anlässlich des 100. Geburtstages von Édouard Manet. Im selben Jahr wurde er Slade Professor of Fine Art der University of Cambridge. Reff ist Mitglied der Société Cézanne.

## Auszeichnungen
- 2010: Ordre des Arts et des Lettres (Commandeur)[1]

## Werke (Auswahl)
- Cézanne, the late work, zusammen mit William Rubin, Thames and Hudson, London 1978, ISBN 0-500-23279-2.
- Manet and modern Paris, National Gallery of Art, Washington D.C. 1982, ISBN 0-89468-060-9 (Digitalisat).
- The notebooks of Edgar Degas, Hacker, New York 1985, ISBN 0-87817-304-8.
- Degas, the artist’s mind, Belknap, Cambridge, Mass. 1987, ISBN 0-674-19543-4.